# Helga Haase
Helga Haase (Danzig, Alemanya 1934 - Berlín Oriental, Alemanya Oriental 1989) fou una patinadora de velocitat sobre gel alemanya.

## Biografia
Va néixer el 9 de juny de 1934 a la ciutat de Danzig, població que en aquell moment formava part d'Alemanya i que avui en dia amb el nom de Gdańsk forma part de Polònia.
Va morir el 16 de juny de 1989 a la part oriental de la ciutat de Berlín.

## Carrera esportiva
Va iniciar la seva carrera l'any 1952, entrant a formar part del SC Dynamo Berlin, esdevenint la dominadora del patinatge de velocitat sobre gel entre els anys 1957 i 1967 al seu país.
En la seva participació l'any 1960 en els Jocs Olímpics d'hivern realitzats a Squaw Valley, on competí en l'Equip Unificat alemany, aconseguí guanyar la medalla d'or en la prova de 500 metres, esdevenint la primera dona a aconseguir una medalla olímpica en aquesta disciplina. En els mateixos Jocs aconseguí la medalla de plata en la prova de 1.000 metres i finalitzà vuitena en els 1.500 metres. Participà en els Jocs Olímpics d'Hivern de 1964 realitzats a Innsbruck (Àustria), on finalitzà quarta en la prova de 1.000 m., cinquena en la de 1.500 m. i vuitena en els 500 metres.

### Rècords personals
| Distància       | Temps   | Seu          | Data                     |
| --------------- | ------- | ------------ | ------------------------ |
| 500 m           | 45.9    | Squaw Valley | 20 de febrer de 1960     |
| 1.000 m         | 1:34.3  | Squaw Valley | 22 de febrer de 1960     |
| 1.500 m         | 2:28.6  | Innsbruck    | 31 de gener de 1964      |
| 3.000 m         | 5:19.7  | Berlín       | 1 de març de 1964        |
| mini combinació | 200.516 | Davos        | 30 i 31 de gener de 1960 |